# Рудник Непуї-Копето
Рудник Непуї-Копето (Népoui-Kopéto) – гірничодобувний майданчики у Меланезії на острові Нова Каледонія (заморське володіння Франції).
Гірничі роботи в районі Непуї почались ще в 1880-х роках, при цьому спершу видобували кобальт, а потім перейшли на поклади нікелю. 
В 1968 (за іншими даними – 1969) році за розвиток гірничого центру Непуї узялась найвідоміша новокаледонська гірнича компанія Société le Nickel (SLN), при цьому використовували гірничі ліцензії «Surprise», «Kopéto» та «Si Reis». Розробка велась відкритим способом, а видобуту руду звозили до приймального вузла конвейєра, який транспортував її далі до узбережжя та мав довжину 13 кілометрів. Роботи тривали до 1983 року, коли рудник закрили на тлі несприятливої економічної ситуації. 
В 1994-му кар’єр «Kopéto» знову відкрили. На цей раз для забезпечення рентабельності рудник доповнили збагачувальною фабрикою, що доводить вміст нікелю в концентраті до 2,4% (за іншими даними – до 2,9%). Видобуту руду подають для збагачення по пульпопроводу довжиною 7 кілометрів, що спускає її на 900 метрів. Потужність фабрики становить до 2300 тонн концентрату на добу.
Вироблений фабрикою концентрат вивозять автотранспортом за 15 кілометрів до узбережжя, де облаштований майданчик зберігання ємністю 120 тисяч тонн руди та завантажувальний термінал, здатний передавати на рудовози 1200 тонн на годину. Далі судна, які зазвичай перевозять за рейс 20 тисяч тонн, транспортують концентрат до належного SLN металургійного заводу в Доніамбо. Також через термінал відправляється на експорт руда, що не придатна для переробки на збагачувальній фабриці.
В 2021-му рудник видобув 965 тисяч тонн руди.
Можливо відзначити, що з 1985-го SLN стала 100% дочірньою компанією групи Eramet. В 1994-му 10% участі отримала японська Nisshin Steel, а в 2000 – 2008 роках 34% відійшли компанії Société Territoriale Calédonienne de Participation Industrielle (STCPI), що представляє три провінції Нової Каледонії.